# Ерл (Северна Каролина)
Ерл (енгл. Earl) град је у америчкој савезној држави Северна Каролина.

## Демографија
По попису из 2010. године број становника је 260, што је 26 (11,1%) становника више него 2000. године.
| Група             | 2000.       | 2010.       |
| Белци             | 197 (84,2%) | 237 (91,2%) |
| Афроамериканци    | 28 (12,0%)  | 21 (8,1%)   |
| Азијати           | 0 (0,0%)    | 1 (0,4%)    |
| Хиспаноамериканци | 6 (2,6%)    | 1 (0,4%)    |
| Укупно            | 234         | 260         |